# Elpidio Quirino
Elpidio Quirino (ur. 16 listopada 1890, zm. 29 lutego 1956) - filipiński polityk i prawnik.

## Życiorys
Urodził się 16 listopada 1890 w Vigan w prowincji Ilocos Sur. Był synem Mariano Quirino oraz Gregorii Rivery. Podstawy edukacji odebrał w Aringay w prowincji La Union. Został następnie wysłany do szkoły średniej w stołecznej Manili. Podjął studia prawnicze na Uniwersytecie Filipin, które ukończył w 1915. Pracował w Biurze ds. Gruntów oraz w manilskiej policji.
Wcześnie zaangażował się w działalność polityczną. W 1919 został wybrany do Izby Reprezentantów. W 1925 zasiadł w Senacie. Był także delegatem Konwencji Konstytucyjnej, która stała za ustawą zasadniczą z 1935. Pełnił funkcję ministra finansów oraz ministra spraw wewnętrznych. Był też prywatnym sekretarzem prezydenta Quezona. Podczas japońskiej okupacji Filipin był więziony. Po wyzwoleniu powrócił do życia publicznego. W czerwcu 1945 wybrany został przewodniczącym Senatu pro tempore. Zdecydował się wystartować w wyborach z 1946, jako kandydat na wiceprezydenta u boku Manuela A. Roxasa. Po zwycięstwie objął funkcję zastępcy głowy państwa, został także ponownie ministrem finansów oraz ministrem spraw zagranicznych.
Śmierć Roxasa z kwietnia 1948 uczyniła z Quirino kolejnego prezydenta. Kontynuował prospołeczną oraz skupiającą się na rozwoju przemysłu politykę poprzednika. Kontynuował również odbudowę kraju ze zniszczeń wojennych. Nazywany ojcem filipińskiej industrializacji, zmagał się jednocześnie z komunistyczną rebelią. Wybrany na pełną kadencję prezydencką w 1949, w szeroko krytykowanych wyborach. Wysłał 7000 filipińskich żołnierzy do pogrążonej w wojnie Korei. Głową państwa był do 1953, nie uzyskał reelekcji. Zmarł w Novaliches 29 lutego 1956 w wyniku zawału mięśnia sercowego. Pochowany został na manilskim South Cemetery.

## Życie prywatne
16 stycznia 1945 w rodzinnym Vigan poślubił Alicię Syquię. Została ona zabita wraz z trojgiem dzieci przez Japończyków w 1945.